# Welsh International 1989
Die Welsh International 1989 im Badminton fand vom 30. November bis zum 2. Dezember 1989 in Cardiff statt.

## Medaillengewinner
| Disziplin    | Gold                      | Silber                            | Bronze                        |
| ------------ | ------------------------- | --------------------------------- | ----------------------------- |
| Herreneinzel | Matthew Smith             | Chris Rees                        | Jim Mailer                    |
| Herreneinzel | Matthew Smith             | Chris Rees                        | Paul Edevane                  |
| Dameneinzel  | Joanne Muggeridge         | Elena Rybkina                     | Sarah Hore                    |
| Dameneinzel  | Joanne Muggeridge         | Elena Rybkina                     | Claire Palmer                 |
| Herrendoppel | Nick Ponting Dave Wright  | Miles Johnson Andy Salvidge       | Richard Outterside Nigel Tier |
| Herrendoppel | Nick Ponting Dave Wright  | Miles Johnson Andy Salvidge       | Michael Brown Nitin Panesar   |
| Damendoppel  | Karen Chapman Sara Sankey | Elena Rybkina Vlada Chernyavskaya | Alison Fisher Felicity Gallup |
| Damendoppel  | Karen Chapman Sara Sankey | Elena Rybkina Vlada Chernyavskaya | Alison Gordon Fiona Stark     |
| Mixed        | Dave Wright Claire Palmer | Michael Brown Jillian Wallwork    | Mark Elliott Gillian Goodwin  |
| Mixed        | Dave Wright Claire Palmer | Michael Brown Jillian Wallwork    | Martyn Hindle Tanya Woodward  |

## Finalergebnisse
| Disziplin    | Sieger                    | Finalist                          | Ergebnis           |
| ------------ | ------------------------- | --------------------------------- | ------------------ |
| Herreneinzel | Matthew Smith             | Chris Rees                        | 15–7, 14–18, 18–17 |
| Dameneinzel  | Joanne Muggeridge         | Elena Rybkina                     | 11–12, 11–5, 12–10 |
| Herrendoppel | Nick Ponting Dave Wright  | Miles Johnson Andy Salvidge       | 15–11, 15–9        |
| Damendoppel  | Karen Chapman Sara Sankey | Elena Rybkina Vlada Chernyavskaya | 15–12, 7–15, 15–2  |
| Mixed        | Dave Wright Claire Palmer | Michael Brown Jillian Wallwork    | 15–11, 15–6        |